# Ilyodon
Genre
Ilyodon est un genre de poisson de la famille des Goodeidae et de l'ordre des Cyprinodontiformes. Ce genre est endémique de l'Amérique.

## Liste des espèces
Selon FishBase (30 juillet 2017) :
- Ilyodon cortesae Paulo-Maya & Trujillo-Jiménez, 2000
- Ilyodon furcidens (Jordan & Gilbert, 1882)
- Ilyodon lennoni Meyer & Förster, 1983
- Ilyodon whitei (Meek, 1904)
- Ilyodon xantusi (Hubbs & Turner, 1939)

Selon World Register of Marine Species (30 juillet 2017) :
- Ilyodon cortesae Paulo-Maya & Trujillo-Jiménez, 2000
- Ilyodon furcidens (Jordan & Gilbert, 1882)
- Ilyodon lennoni Meyer & Förster, 1983
- Ilyodon whitei (Meek, 1904)